# Replay

Botão de replay, utilizado em serviços como o Youtube.

Replay é uma função normalmente utilizada em vídeos, com o intuito de retoma-los. O recurso é muito comum em transmissões ao vivo, sítios da internet, aparelhos de TV a cabo  e aplicativos para smartphones.  
A palavra já têm caráter explicativo, visto que é derivada da palavra inglesa play ("tocar") e do prefixo lusófono re, utilizado em casos de repetição, ou seja, significa tocar novamente.
Diversas emissoras de televisão utilizam este recurso em transmissões desportivas, para reprisar os "melhores momentos"  ou lances que não podiam ser vistos em uma transmissão ao vivo. Já quando não se trata de um programa desportivo, o replay é usado para reprisar um programa, normalmente na íntegra.
Serviços de vídeo na internet, como o Youtube ou Vimeo, normalmente disponibilizam esta função como um botão clicável, que retoma o vídeo na íntegra.  